# جوشوا ميلر (سياسي)
جوشوا ميلر (بالإنجليزية: Joshua Miller)‏ هو سياسي أمريكي، ولد في 17 أبريل 1954 في بروفيدنس في الولايات المتحدة. حزبياً، نشط في الحزب الديمقراطي. وقد انتخب عضو مجلس ولاية رود آيلاند.